# Gasteria acinacifolia
Gasteria acinacifolia là một loài thực vật có hoa trong họ Măng tây. Loài này được (J.Jacq.) Haw. mô tả khoa học đầu tiên năm 1819.

## Hình ảnh

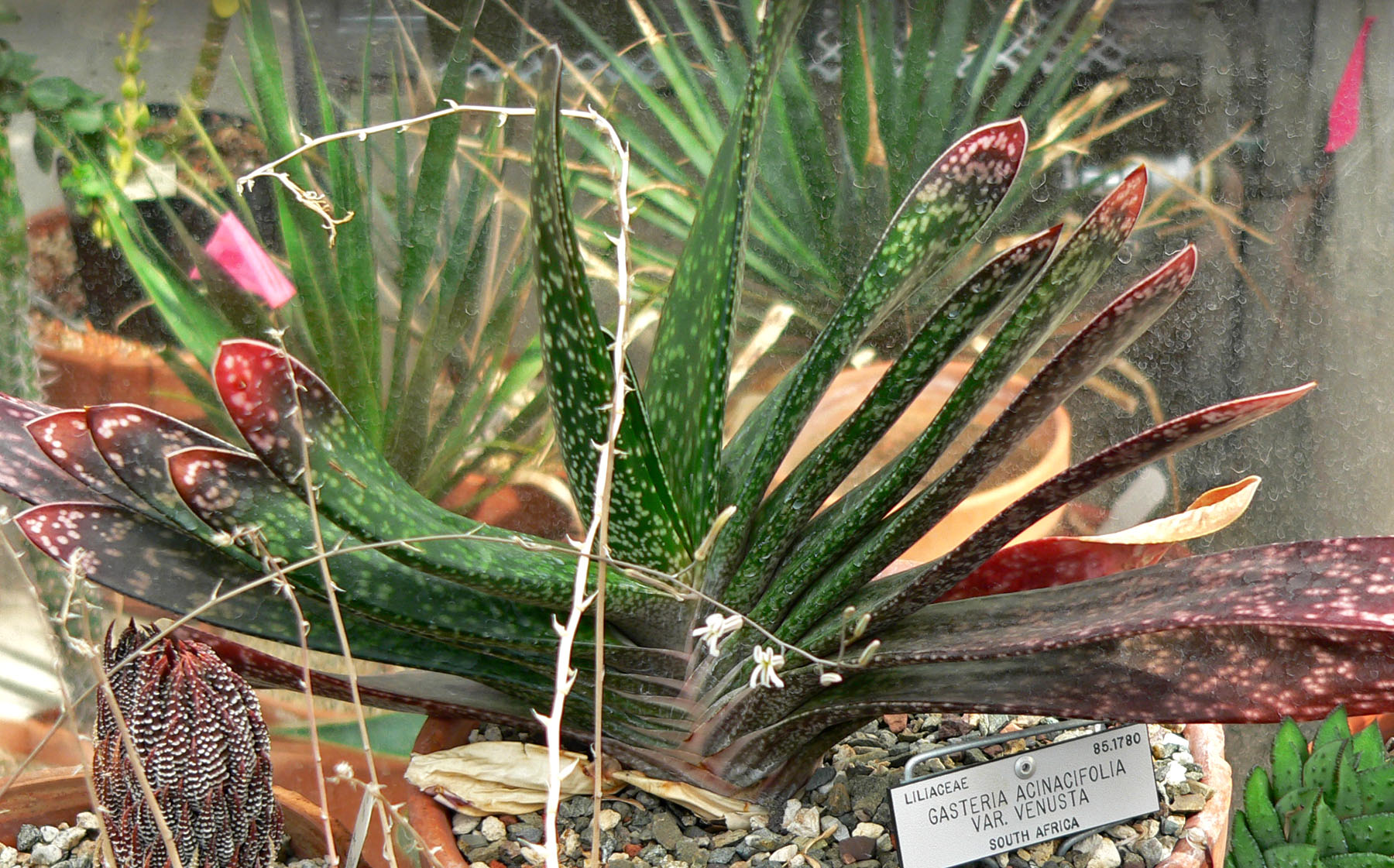
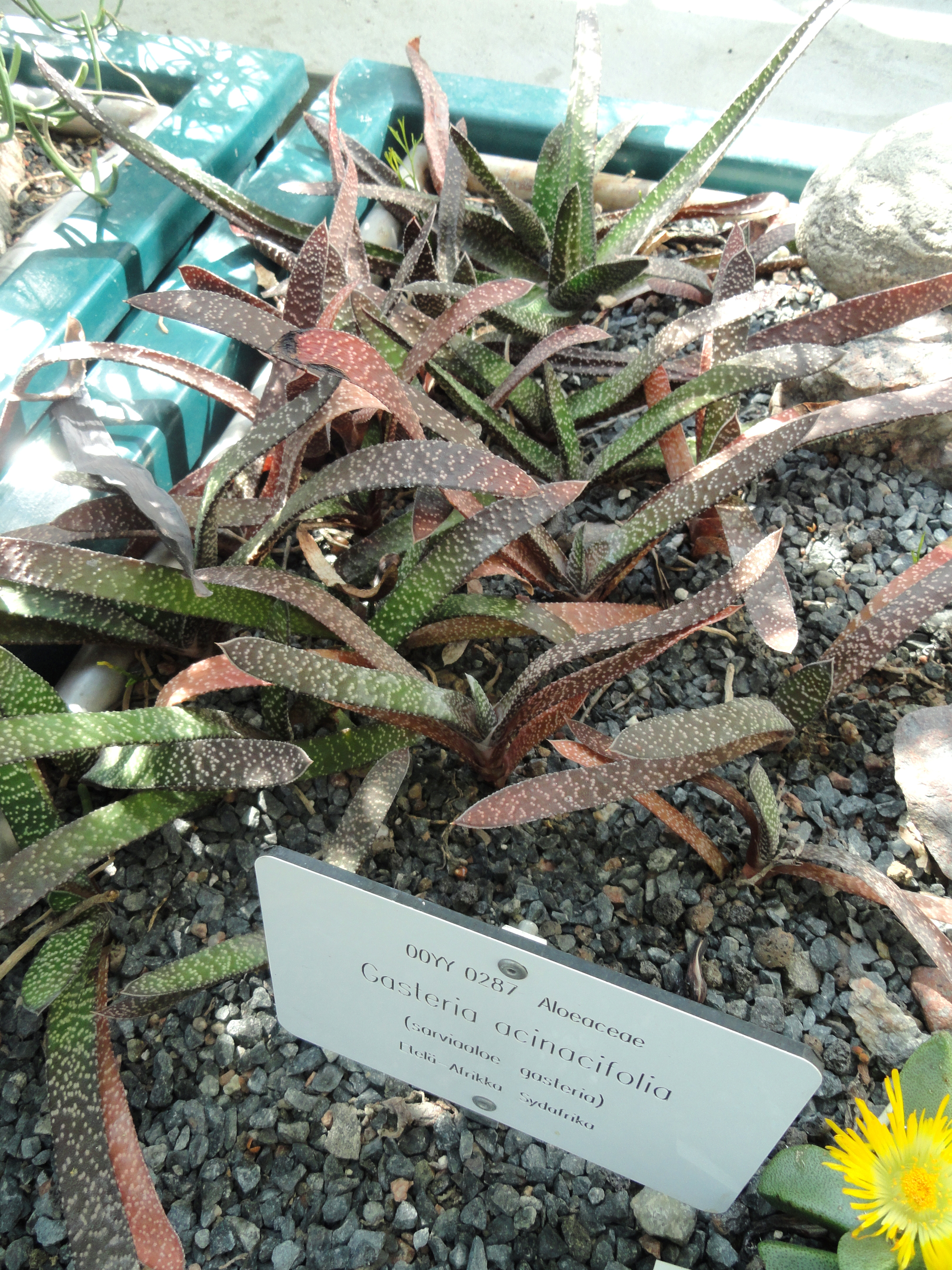